# Abendspitze
Abendspitze är en bergstopp i Österrike.   Den ligger i distriktet Reutte och förbundslandet Tyrolen, i den västra delen av landet, 400 kilometer väster om huvudstaden Wien. Toppen på Abendspitze är 1 962 meter över havet,
Den högsta punkten i närheten är Galtjoch, 2 109 meter över havet, sydväst om Abendspitze.
Närmaste större samhälle är Reutte, 9,7 kilometer norr om Abendspitze.
I omgivningarna runt Abendspitze växer i huvudsak barrskog. Runt Abendspitze är det ganska glesbefolkat, med 34 invånare per kvadratkilometer.